# Meister
Meister significa 'maestro' en alemán (como un maestro artesano, o como un título honorífico como Meister Eckhart). La palabra es similar al maestro.[cita requerida] En el deporte, Meister se utiliza para el actual campeón nacional, europeo o mundial (por ejemplo, Deutscher Meister, Europameister, Weltmeister).

## Etimología
Meister se deriva de la palabra griega "μήστωρ" (asesor, consejero, adepto, científico), la palabra latina "magister" (maestro), el "meister" alemán del "alto meistar" alemán antiguo, y el "mayster" yiddish.

## Título profesional
La palabra Meister es referida a títulos públicos en el campo de la educación profesional alemana y austríaca. El título alemán de Meister califica al titular para estudiar en una universidad o Fachhochschule, ya sea que el Meister tenga la calificación de entrada regular (Abitur o Fachhochschulreife) o no.[cita requerida] En 2012, las comisiones de los estados y el gobierno federal, así como los socios asociados, concluyeron que el Meisterbrief es equivalente a una licenciatura (Deutscher Qualifikationsrahmen für lebenslanges Lernen, Nivel 6, Niveau 6).[cita requerida]
El maestro artesano es la calificación profesional más alta en artesanía y es un grado aprobado por el estado alemán. La educación incluye capacitación teórica y práctica en el oficio y también capacitación comercial y legal, e incluye la calificación para poder capacitar a los aprendices también. El estatus de maestro artesano está regulado en el alemán Gesetz zur Ordnung des Handwerks, HwO (Código de Regulación de Oficios y Oficios).[cita requerida]
Para convertirse en un maestro artesano generalmente se requiere capacitación vocacional en los oficios específicos en los que se debe realizar el examen (un aprendizaje y examen completado con éxito, llamado Gesellenprüfung).[cita requerida] Además de obtener el título de oficial (Geselle), hasta 2004 el Código de Regulación de Oficios y Oficios requería además una experiencia práctica de 3 años como oficial.[cita requerida] En el campo alemán de la educación Meister, se pueden seguir cursos de formación especializados para el Meisterprüfung ("examen Meister").[cita requerida] La duración de los cursos puede tomar de 1 a 2 años.[cita requerida] El examen incluye partes teóricas, prácticas y orales y toma de 5 a 7 días (dependiendo de la artesanía).[cita requerida] En algunas manualidades, la creación de una obra maestra también es parte del examen.[cita requerida]

## Uso en las fuerzas de seguridad de Alemania
Durante la Segunda Guerra Mundial, Meister fue el rango más alto de los suboficiales y reclutas de la Ordnungspolizei alemana, un grado equivalente a sargento mayor. Muchas fuerzas policiales alemanas modernas también usan el rango de Meister.

## Préstamo en el idioma inglés
Meister ha sido prestado a la jerga inglesa, donde se usa en sustantivos compuestos. Una persona conocida como meister es aquella que posee amplios conocimientos teóricos y habilidades prácticas en su profesión, negocio u otro tipo de trabajo o actividad. Por ejemplo, un puzzle-meister (en español 'rompecabezas-maestro') sería alguien altamente capacitado para resolver acertijos. Estos neologismos a veces tienen una intención sarcástica.[cita requerida]